# 1630

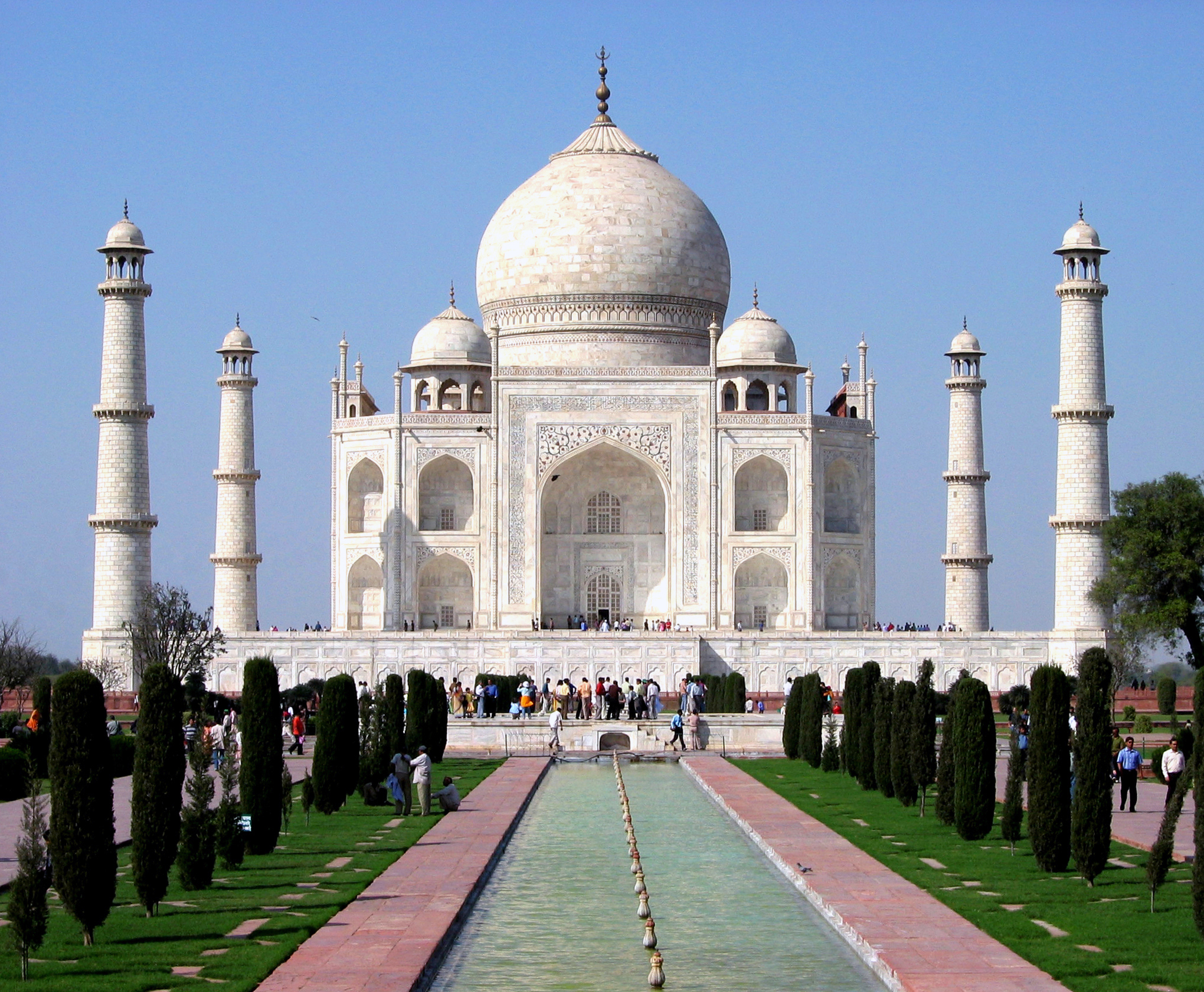
Taj Mahal

Het jaar 1630 is het 30e jaar in de 17e eeuw volgens de christelijke jaartelling.

## Gebeurtenissen
januari
- 5 - In Amsterdam richten houthandelaren een compagnie op voor het (laten) bouwen van zaagmolens. Ze vragen het stadsbestuur om een octrooi.
- 7 - De contraremonstrant Adriaan Smout wordt met zijn hebben en houwen de poort van Amsterdam uitgezet.

februari
- 16 - Kapitein-generaal Hendrick Lonck van de West-Indische Compagnie neemt Recife in het noordoosten van Brazilië in.

maart
- 11 - Vertegenwoordigers van de West-Indische Compagnie vestigen in Mauritsstad (de nieuwe naam van Recife) een bestuur voor Pernambuco.

april
- 23 - De secretaris van de stadhouder, Constantijn Huygens, koopt het kasteel van Zuilichem en gaat zich "Heer van Zuilichem" noemen.

juni
- 10 - Jan VIII van Nassau-Siegen wordt ingehuldigd als baron van Breda.
- 28 - De vroedschap van Amsterdam verleent octrooi aan de Zaagmolencompagnie voor de bouw van zaagmolens en voor de import van gezaagd hout tot deze molens gereed zijn.

juli
- 6 - Koning Gustaaf II Adolf van Zweden landt met 4000 soldaten in Pommeren om zich aan protestantse zijde te mengen in de Dertigjarige Oorlog.

augustus
- 13 - Als tegemoetkoming aan zijn keurvorsten ontslaat keizer Ferdinand II zijn opperbevelhebber Albrecht von Wallenstein.

september
- 7 - Een nederzetting in de kolonie Massachusetts krijgt de naam Boston.
- 17 - Boston wordt gesticht.
- september - Wallenstein draagt zijn leger over aan zijn opvolger t'Serclaes van Tilly.

november
- 22 - Michiel Pauw koopt grond van de indianen om er een kolonie te stichten.

december
- 6 - De 53-jarige schilder Peter Paul Rubens trouwt met de 16-jarige Hélène Fourment. Het is zijn tweede huwelijk.

zonder datum
- Aanvang bouw Taj Mahal
- Bij overstromingen wordt een groot deel van de Perzische stad Shiraz verwoest.

## Muziek
- Girolamo Frescobaldi componeert Primo en Secondo libro d'arie musicali

## Beeldende kunst

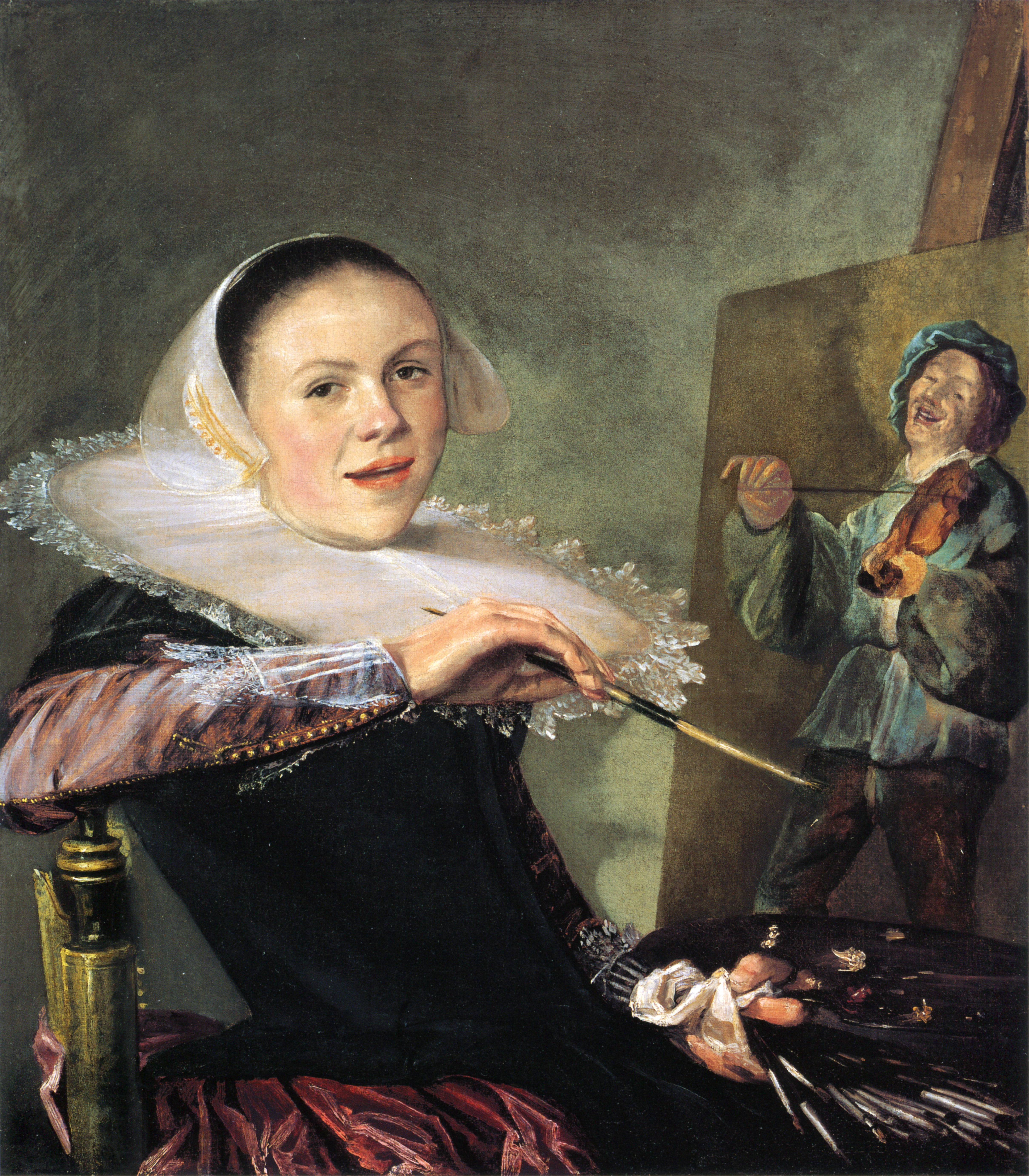
Zelfportret (1630) Judith Leyster, National Gallery of Art, Washington, D.C.
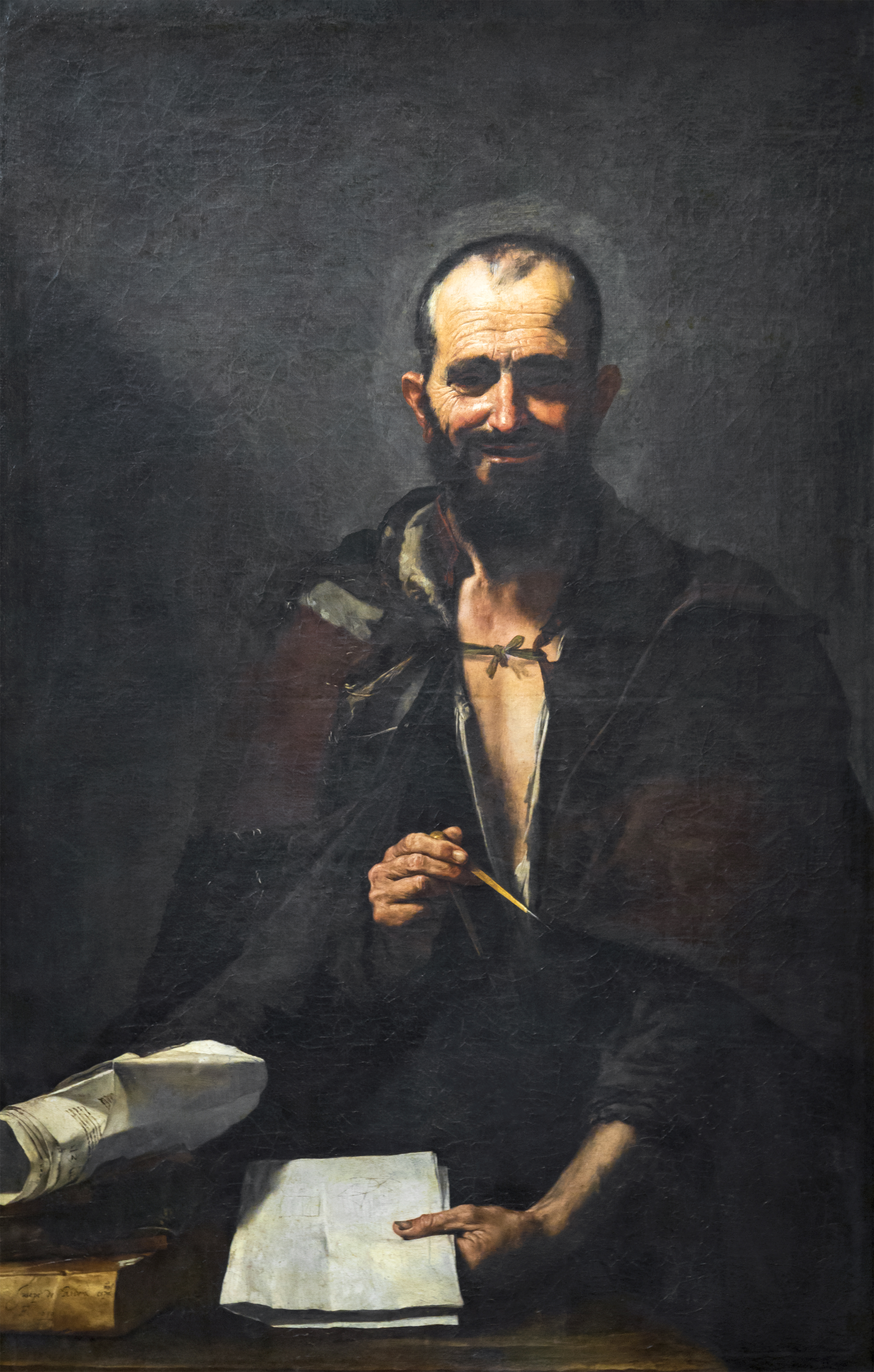
Democritus (1630) José de Ribera

## Bouwkunst

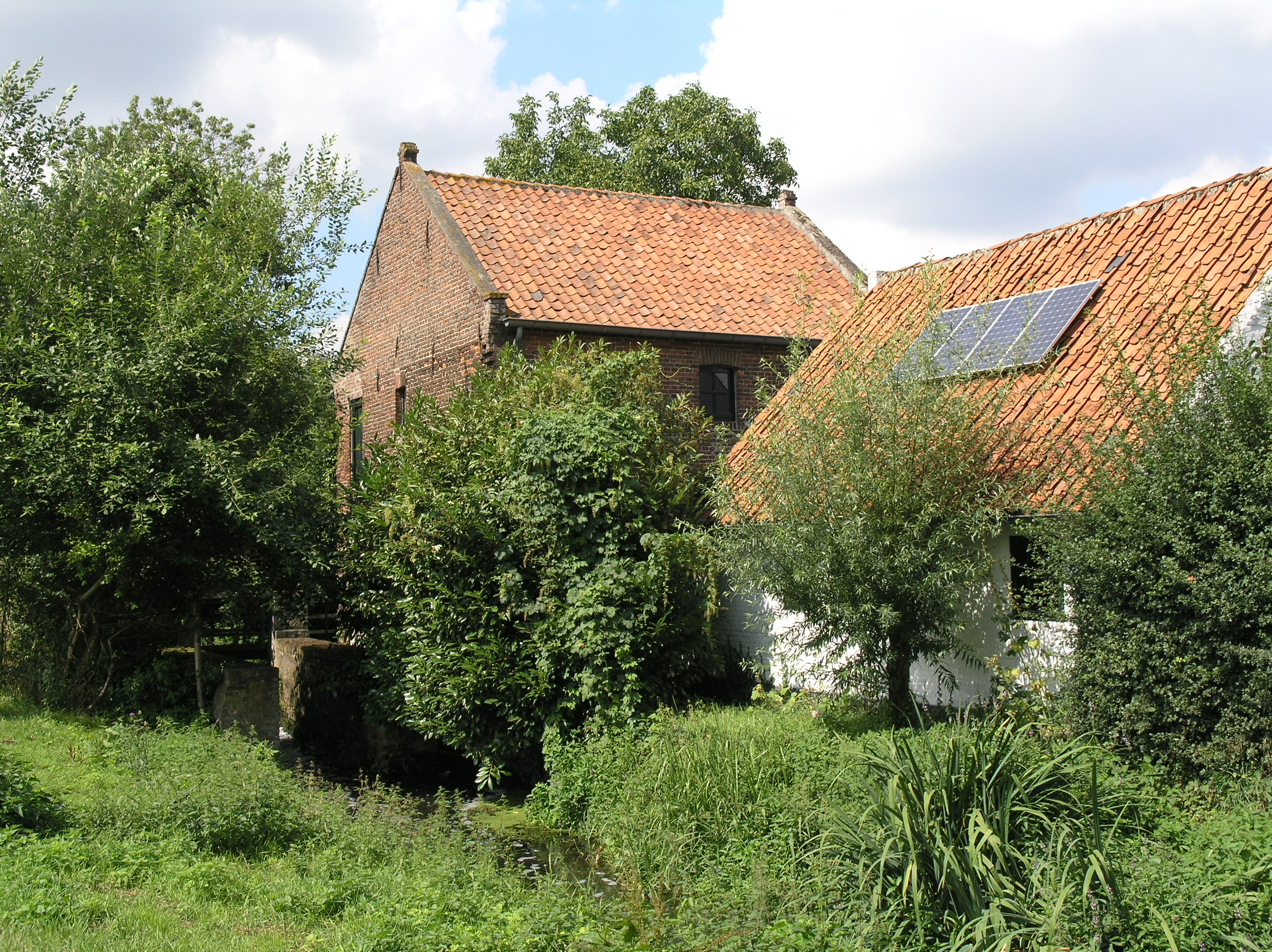
Schouwsmolen, Ittervoort (1630)

## Geboren
mei
- 29 - Karel II van Engeland

augustus
- 4 - Elisabeth van Oranje-Nassau, vierde kind van stadhouder Frederik Hendrik van Oranje

oktober
- 14 oktober - Sophia van de Palts, jongste dochter van Frederik V van de Palts en Elizabeth Stuart. Stammoeder van alle erfgenamen van de Britse troon nadien.

## Overleden
februari
- 26 - Carlo Barberini (67), graaf van Monterotondo, luitenant-generaal van het Pauselijke leger

augustus
- 4 - Elisabeth van Oranje-Nassau (0), vierde kind van stadhouder Frederik Hendrik van Oranje

september
- 26 - Ambrogio Spinola (61), Italiaans veldheer die in opdracht van Spanje de opstandelingen in de Lage Landen bevocht.

november
- 15 - Johannes Kepler (58), wiskundige

datum onbekend
- Salamone Rossi (~60), Italiaans componist en violist